# 蒂诺·克鲁帕拉
蒂诺·克鲁帕拉（德語：Tino Chrupalla，發音：[ˈtiːno kʁʊˈpala]；1975年4月14日—），德國政治人物，自2017年起擔任德國另類選擇的聯邦議院議員。2019年11月，他被亞歷山大·高蘭提名接替他擔任聯合主席，後來當選為該職位。2019年起，他擔任德國另類選擇的主席和首席發言人。2022年俄羅斯入侵烏克蘭期間，蒂诺·克鲁帕拉反對向烏克蘭提供主戰坦克。

## 外部連結
- 官方網站 （页面存档备份，存于） （德語）
- Tino Chrupalla （页面存档备份，存于） at abgeordnetenwatch.de （德語）
- Biography at the Bundestag （页面存档备份，存于） （德語）